# 量子統計力学
量子統計力学（りょうしとうけいりきがく、 英:  Quantum statistical mechanics）とは、量子力学的な系を扱う統計力学の手法。統計力学の基礎づけは量子力学に拠っているため、広義には統計力学一般を意味し、狭義には古典近似を用いないモデルを指す。対義語は古典統計力学。

## 古典統計力学と量子統計力学
量子統計力学に対し、古典力学に従う系の統計力学を特に古典統計力学という。例えば、常温付近での不活性気体の統計力学は、最も簡単には分子間相互作用のない理想気体モデルがあり、相互作用のあるモデルでは、二体間ポテンシャルを剛体球ポテンシャルに カッツ・ポテンシャルを加えたものや、レナード-ジョーンズ・ポテンシャルで近似するモデルがあるが、いずれにせよ古典近似による古典統計力学でよい。このことは、気体分子の統計がボルツマン分布に従い、その速度分布がマクスウェル-ボルツマン分布になることによって保証される。ほとんどすべての場合、気体や液体は、原子間ないし分子間相互作用を与えてしまえば、そのポテンシャルの下で古典力学に従う原子ないし分子の集団として扱ってよい。すなわち、物質の多くの現象は古典論に基いて説明することができる。これに対し、金属内の伝導電子や液体金属の電子集団、半導体内の電子や正孔の集団は、量子統計力学によって記述されなければならない。また、超流動ないしその近くでの 4He の集団や、1 K 前後より低温での液体 3He なども、量子統計力学による記述を必要とする。ただしこのことは、それらの系に対して直ちに古典統計力学が無力になることを意味しない。例えば、金属結晶中の電気伝導は古典的な自由電子気体モデル (ドルーデモデル) によって部分的に説明され、オームの法則やホール効果、ヴィーデマン＝フランツ則は古典的な現象として理解することができる。

## 背景

### 熱放射・空洞放射
量子統計力学が物理学の世界に初めて登場したのは1900年、今日ではプランクの法則として知られる、マックス・プランクによる熱放射の理論で、これは実に量子力学が現在のような形式で認識される以前のことであった（光電効果がハインリッヒ・ヘルツによって発見されたのが1887年、アルベルト・アインシュタインの光量子仮説による説明が1905年。1924年のルイ・ド・ブロイによる物質波のアイデアに基づいて、ヴェルナー・ハイゼンベルクによる行列力学が1925年に発表、エルヴィン・シュレーディンガーによる波動力学が1926年に発表された。同年、シュレーディンガーは波動力学と行列力学が等価な理論であることを示している。また、ハイゼンベルクによる不確定性原理の発見は1927年の事である）。空洞の中に閉じ込められて、空洞の壁と熱平衡になっている電磁場（黒体放射）に古典統計力学を適用すると、エネルギー等分配の法則により、各単色光成分が平均としてはいずれも kBT なるエネルギーを持つことになる。ここで kB はボルツマン定数、T は壁の熱力学的温度を表す。しかしこれでは空洞内の電磁波のスペクトル分布がまったく実験と合わないばかりか、電磁場は無限に自由度を持っているため、空洞内のエネルギーも熱容量も無限大になってしまう。量子論では、振動数 ν の単色光成分は量子化されてエネルギーhν をもつ光子としてふるまい、光子はボース分布に従うので、この単色光成分のエネルギーの平均値は hν/(eβhν-1) となる。ここで、 β = (kBT)−1 は逆温度、また h はプランク定数である。これで分かるように、 hν ≫ kBT ⇔ βhν ≫ 1 を満たすような高い振動数の電磁波は、古典統計力学の記述から著しく外れる。

### 格子振動
同様な問題は、固体内の格子振動でも見られる。古典統計力学によると、線形近似の下で、各原子が平均して 3kBT だけのエネルギーをもつことになるので、固体のモル比熱は 3kBT × NA = 3R ということになるが、低温になるにつれて、実際の比熱はこれより著しく小さくなり、絶縁体の結晶の例では、比熱が低温では温度の三乗 T3 に比例していることが知られている。これも格子振動を量子化することによって見事に説明される。

### ボース粒子・フェルミ粒子
電磁場を量子化した光子や、格子振動を量子化したフォノンのように、量子数の一定でない問題と異なり、液体4Heのように粒子数が保存されるボース粒子の集団の場合、極低温ではボース・アインシュタイン凝縮が起こることも量子統計力学の特徴のひとつである。
多粒子系や格子振動などの問題で、古典統計力学ならばマクスウェル・ボルツマン分布が登場するところをすべて、フェルミ粒子系の場合（電子や3He）はフェルミ分布に、ボース粒子系の場合はボース分布にすり替えただけで、量子統計になると思っても大ざっぱな用は足りる。

## 熱力学
系の力学構造と平衡状態の熱力学とを結びつけているのは、ボルツマンの原理 S = kBlnW である。S は系のエントロピー、 ln は自然対数を表す。量子統計力学では W はエネルギー固有値が E と E + ΔE の間にある量子状態の総数である（ただし E は系全体の内部エネルギーにほぼ等しく、ΔE は充分小さいものとする）。ボルツマンの原理により、平衡状態でのエントロピーが決して負にならないことは明らかである。また系の基底状態が極めて大きな（巨視的な数の）縮退をもっていない限り、E が最低値をとれば、自由度一つあたりのエントロピーはゼロになるはずである。これが熱力学第三法則であり、量子統計力学ではまったく自然に理解される。これに対し古典統計力学では、エントロピーの値そのものを確定することができず、第三法則も説明できない。
分配関数 Z の対数をとることによって得られるヘルムホルツの自由エネルギー F = kBTlnZ = β−1lnZ は、相互作用があって複雑な多粒子系の場合でも、古典統計力学では運動エネルギーからの寄与が分離して、これだけはまったく一般的に簡単な表式で与えられてしまう。ハミルトニアン、
{\displaystyle {\hat {H}}(\{\mathbf {p} _{i}\},\{\mathbf {x} _{i}\})={\hat {K}}(\{\mathbf {p} _{i}\})+{\hat {\Phi }}(\{\mathbf {x} _{i}\}),}
の運動エネルギー項 K とポテンシャル・エネルギー項 Φ が交換可能ならば、指数関数 exp{−β} は指数関数の積 exp{−β}exp{−β} に分離することができる（ ベイカー-キャンベル-ハウスドルフの公式 を用いる）。不確定性関係より、両者は可換ではないが、交換関係の寄与は充分高温 (β が充分小さい) ならば無視できるため、可換だと思える。指数関数の積に書き直すことができれば、あとは通常の数と同様に扱えるため、ヘルムホルツの自由エネルギーを、運動エネルギーによる部分とポテンシャル・エネルギーによる部分とに分離することができる。
{\displaystyle Z(\beta )={\frac {1}{N!}}\left({\frac {2\pi m}{h^{2}\beta }}\right)^{3N/2}\int \prod _{i=1}^{N}d^{3}\mathbf {x} _{i}e^{-\beta \Phi (\{\mathbf {x} _{i}\})}}
{\displaystyle F(\beta )=-\beta ^{-1}\left\{{\frac {3N}{2}}\ln \left({\frac {2\pi m}{h^{2}\beta }}\right)-\ln(N!)+\ln \left(\int \prod _{i=1}^{N}d^{3}\mathbf {x} _{i}e^{-\beta \Phi (\{\mathbf {x} _{i}\})}\right)\right\}}
このような古典近似とは別に、場の量子論におけるファインマン・ダイアグラムと同様の摂動計算によって、量子系の自由エネルギーの近似を得ることができる。

## 量子状態
量子力学において、対象とする系の完全な情報が得られている場合には、系の状態はヒルベルト空間における状態ベクトル |Ψ⟩ によって表される。このとき物理量 f の期待値は ⟨Ψ||Ψ⟩ により得られる。
それに対し通常の量子統計力学では、系のひとつのマクロ状態に対応する量子状態は極めて多数あるのであって、物理量 f の期待値は密度行列 ρ を用いて、fρ のヒルベルト空間における対角和 Tr{ fρ } によって与えられると考える。これは、ありうる全てのエネルギー固有状態に対するアンサンブル平均を与える。しかし、適切な変換を施すことで、期待値がアンサンブル平均に漸近するような部分ヒルベルト空間上の純粋状態 (Thermal Pure Quantum state, TPQ) が得られることが知られている。

## エルゴード仮説
問題を簡単化して、孤立系を考える。任意の初期条件（例外はあっても、位相空間内での測度はゼロの点に限られている）から出発した力学的について、物理量 f の長時間平均 f が、f の観測値であると仮定してしまうと問題の数学性は明確になる。これはエルゴード問題といわれている。孤立した力学系の保存量はエネルギーだけであるという仮定の下では、f が位相空間内の 等エネルギー面 上での f の平均値に等しくなることが証明されている。量子統計力学では、これほど後退したエルゴード定理すら確立されていない。問題をさらにもっと後退させて、ジョン・フォン・ノイマンやヴォルフガング・パウリが、量子統計力学のエルゴード問題を論じたこともあったが、あまりに後退させたためにいささか同義語反復の感がある。量子統計力学のエルゴード問題はほとんどまったく未発展のままである。上記のエルゴード仮説が統計物理学の力学による基礎づけにどれほど有効であるかは疑問視されている。長時間平均 f がアンサンブル平均 ⟨f⟩ に一致する、すなわち時間平均の積分がほとんどすべての状態を取り尽くすためには、特殊な場合を除いて、非現実的なほど長い時間をかけなければならず、実際に物理量 f を観測する時間を遥かに超えてしまうことが指摘されている。また、等重率の原理が成り立つこと、言い替えればボルツマンの公式が成り立つことを仮定すると、それぞれの観測から得られる物理量 f の測定値は、系の内部エネルギーから大きく外れないため、測定の際に長時間平均をとることは必要なくなることも示されている。

## 関連文献
- 新井朝雄：「量子統計力学の数理」、共立出版、ISBN 978-4-320-01865-5 (2008年7月15日)。
- L.P.カダノフ、G.ベイム：「量子統計力学」、丸善出版、ISBN 978-4-86345-090-5 (2011年8月20日)。